# Gmina Gorzyce (Slezské vojvodství)
Gmina Gorzyce je vesnická gmina u česko-polské státní hranice, která leží v okrese Wodzisław ve Slezském vojvodství. Správním městem jsou Gorzyce, které leží přibližně 6 km jihozápadním směrem od města Wodzisław Śląski a 55 km jihozápadně od města Katovice, které je hlavním městem Slezského vojvodství. Jižní a západní hranici gminy tvoří řeky Olše (Olza) a Odra.

## Další informace
Gmina Gorzyce má 64,47 km² a 19 809 obyvatel, údaje jsou z roku 2006.

## Sousedící správní celky
Gmina Gorzyce je na hranici s městem Wodzisław Śląski a s Gminou Godów, Krzyżanowice a Lubomia. Gmina Gorzyce sousedí také s Karvinským okresem v Moravskoslezském kraji, České republice.

## Obce v gmině
- Gorzyce
- Czyżowice
- Turza Śląska
- Rogów
- Bełsznica
- Gorzyczki
- Uchylsko
- Osiny
- Bluszczów
- Olza
- Odra
- Kolonia Fryderyka

### Zaniklé obce
- Kamień nad Odrą